# Teracotona rubiginea
Teracotona rubiginea är en fjärilsart som beskrevs av De Toulgoët 1977. Teracotona rubiginea ingår i släktet Teracotona och familjen björnspinnare. Inga underarter finns listade i Catalogue of Life.